# KGPUアマチュアゴルフ選手権
KGPUアマチュアゴルフ選手権（KGPUアマチュアゴルフせんしゅけん）は、関西ゴルフ練習場連盟(KGPU:Kansai Golf Practice Union)が主催のゴルフの選手権大会。年に1回開催される。
優勝者には、近畿オープンゴルフ選手権やアオノオープンゴルフの本戦出場資格が付与される。
2009年に第1回大会が開催され、初代チャンピオンには、大堀裕次郎が輝いた。
渡邊将人が2連覇を含む大会最多の4勝をマークしている。

## 大会歴代優勝者
- 第1回　2009年　大堀裕次郎
- 第2回　2010年　藤岡宏明
- 第3回　2011年　原田凌
- 第4回　2012年　吉田智行
- 第5回　2013年　大同一輝
- 第6回  2014年　田中陽介
- 第7回　2015年　恒藤高弘
- 第8回　2016年　渡邊将人
- 第9回　2017年　辻田晴也
- 第10回　2018年　渡邊将人
- 第11回　2019年　渡邊将人
- 第12回　2021年　渡邊将人